# Prionaster elegans
Prionaster elegans is een kamster uit de familie Goniopectinidae.
De wetenschappelijke naam van de soort werd in 1899 gepubliceerd door Addison Emery Verrill.